# La Blonde en béton
La Blonde en béton (The Concrete Blonde, dans l'édition originale en anglais américain) est un roman policier de Michael Connelly, publié en 1994. C'est le troisième roman mettant en scène le personnage d'Harry Bosch.

## Résumé
« Légitime défense », a tranché la cour qui devait statuer sur le cas de l'inspecteur des vols et homicides Harry Bosch, auteur de la mort de Norman Church quatre ans plus tôt. Bosh est convaincu que c'était Church le tueur en série, qui s'attaquait aux femmes blondes et qui les maquillait avant de les tuer. Cependant, à peine a-t-il été innocenté qu'un corps de femme est découvert sous le béton d'un édifice. Suivant le même mode opératoire, les victimes sont toutes blondes, maquillées et étranglées. Selon la veuve de Church, Bosh a assassiné un homme innocent. Dans un Los Angeles déjà marquée par de fortes suspicions de corruption policière, Bosch se passe de l'accusation supplémentaire d'incompétence. Il lui faut débusquer le véritable coupable dans les plus brefs délais s'il ne veut pas perdre à la fois son honneur et son travail.

## Personnages
- Hieronymus « Harry » Bosch : Inspecteur au LAPD à la Division des homicides à Hollywood

- Norman Church : Victime, présumé tueur en série surnommé le "Dollmaker".

- Deborah Church : Veuve de Norman Church.

- Nancy Church : Fille de Norman Church.

- Honey Chandler : Avocate représentant la famille Church dans le procès civil contre Harry Bosch.

- Joel Bremmer : Journaliste au Los Angeles Times couvrant l’affaire.

- Rodney Belk : Procureur adjoint du district d’Hollywood.

- Harvey Pounds : Lieutenant du LAPD au commissariat d’Hollywood.

- Jerry Edgar : Inspecteur du LAPD à la division des homicides d’Hollywood, partenaire de Bosch.

- Dr John Locke : Psychologue à l’Université de Californie du Sud (USC), consultant dans l’affaire Dollmaker.

- Hans Rollenberger : Lieutenant adjoint en charge de la task force spéciale du LAPD.

- Alva Keyes : Juge présidant le procès civil contre Bosch.

- Sylvia Moore : Petite amie de Harry Bosch, professeur d’anglais au lycée.

- Irvin Irving : Chef adjoint du LAPD, personnage influent dans la hiérarchie policière.

## Contexte et chronologie
La Blonde en béton, troisième roman mettant en scène l’inspecteur Harry Bosch,  explore les suites d’une affaire judiciaire dans laquelle Bosch est mis en cause à la suite d’un tir mortel sur un suspect, et il mêle enquête policière et procès civil. Ce livre approfondit le personnage de Bosch, notamment dans ses dilemmes moraux et professionnels. Les conséquences du procès civil intenté contre Bosch après avoir abattu un suspect présumé tueur en série, Norman Church, surnommé le « Dollmaker ».
Durant ce procès, Bosch collabore étroitement avec son partenaire Jerry Edgar tout en affrontant les pressions exercées par le chef adjoint Irvin Irving. Parallèlement, sa relation avec Sylvia Moore, professeur d’anglais, apporte une dimension plus intime à l’histoire, offrant un contraste avec les tensions professionnelles qu’il traverse. Afin de mieux cerner la psychologie du « Dollmaker » et approfondir son enquête, Bosch sollicite également l’aide du Dr John Locke

## Accueil critique
Le roman a été salué pour son intrigue complexe mêlant enquête policière et drame judiciaire. Il est qualifié de "thriller haletant" soulignant l’équilibre entre action et réflexion morale. Le New York Times a noté l’intensité dramatique et la profondeur du personnage de Bosch, en particulier dans la façon dont Connelly traite les conséquences du recours à la force par la police. Par ailleurs, Kirkus Reviews a apprécié le rythme soutenu et la tension psychologique maintenue tout au long du récit.
Publishers Weekly a salué le roman comme un thriller efficace, louant la profondeur psychologique du personnage de Bosch et la complexité de l’intrigue. Le Los Angeles Times a mis en avant la capacité de Connelly à dépeindre une atmosphère sombre et réaliste tout en développant une intrigue judiciaire tendue et The Guardian, souligne une illustration exemplaire du genre noir contemporain, combinant habilement suspense et interrogation morale.

## Éditions
Édition américaine
- (en) Michael Connelly, The Concrete Blonde, Boston, Little, Brown and Company, 1994, 382 p. (ISBN 978-0-3161-5383-6)

Éditions françaises
- Michael Connelly (trad. de l'anglais américain par Jean Esch), La Blonde en béton [« The Concrete Blonde »], Paris, Éditions du Seuil, coll. « Seuil policiers », 1996, 388 p. (ISBN 978-2-7578-2908-0)

Le roman à fait l'objet de quatre rééditions en France.

## Livres audio
La traduction française du roman (traduit de l'américain par Jean Esch) a fait l'objet en 2007 d'une édition sous forme de livre audio, dans une narration d'Éric Herson-Macarel, d'une durée de 14 heures 10 minutes.

## Adaptation télévisée
La saison 1 de la série Harry Bosch des Studios Amazon  est en partie librement adaptée de ce roman.

## Distinctions

### Nominations
Le roman a été nommé pour trois prix littéraires:
- Prix Anthony 1995 du meilleur premier roman[9]
- Prix Dilys 1995[10]
- Prix Macavity 1995[11]